# Artemis Fowl - L'ultimo guardiano
Artemis Fowl - L'ultimo guardiano (Artemis Fowl: The Last Guardian) è un romanzo fantasy per ragazzi del 2012 dello scrittore irlandese Eoin Colfer, ottavo e ultimo libro del ciclo di Artemis Fowl.

## Trama
Ottavo libro della serie, è ambientato circa sei mesi dopo il precedente capitolo. Grazie all'aiuto del dottor Argon, gnomo psichiatra, e alla propria incredibile intelligenza, Artemis Fowl termina in tempo record la terapia che gli permette di lasciarsi alle spalle il morbo di Atlantide, giusto in tempo per affrontare la nuova sfida di Opal Koboi. Dimesso dalla clinica, viene immediatamente coinvolto nel ricatto di quest'ultima insieme ai compagni di sempre: Spinella Tappo e Leale. La versione giovane di Opal, giunta dal passato seguendo Spinella con l'intenzione di liberare la se stessa del presente, rischia di essere uccisa da due gnomi mascherati da Pip e Kip, il che potrebbe stravolgere la realtà, causando la morte non solo del proprio alter ego, ma anche di ogni altro essere vivente sul pianeta. La malvagia folletta ha trovato il modo di richiamare le anime di antichi guerrieri che, prendendo possesso dei corpi dei vivi, tra cui Juliet Leale e i due gemellini Myles e Beckett Fowl, dovranno impedire a chiunque di intralciare i piani di Opal volti alla fine del mondo. Artemis ha quindi tempo fino all'alba per scongiurare il pericolo imminente.

## Edizioni
- Eoin Colfer, Artemis Fowl - L'ultimo guardiano, traduzione di Anna Carbone, Arnoldo Mondadori Editore, 2013,  p. 333, ISBN 978-88-04-62717-3.